# 1931 Čapek
1931 Čapek là một tiểu hành tinh vành đai chính. Nó có Quỹ đạo lệch tâm là 0.2732038 và chu kỳ quỹ đạo là 1478.3027655 ngày (4.05 năm).
Tiểu hành tinh này được phát hiện ngày 22 tháng 8 năm 1969 bởi Luboš Kohoutek.